# Лютисбург
Лютисбург (нем. Lütisburg) — коммуна в Швейцарии, в кантоне Санкт-Галлен.
Входит в состав округа Тоггенбург. Население составляет 1361 человек (на 31 декабря 2006 года). Официальный код — 3393.